# 21 maggio
Il 21 maggio è il 141º giorno del calendario gregoriano (il 142º negli anni bisestili). Mancano 224 giorni alla fine dell'anno.
Il Sole entra nel segno astrologico dei Gemelli.

## Eventi
- 526 – Terremoto di Antiochia, antica Siria, oggi Turchia: 250000 morti stimati; uno dei terremoti più disastrosi della storia conosciuta;
- 996 – Il sedicenne Ottone III viene incoronato Sacro Romano Imperatore;
- 1402 – Si celebra a Catania il matrimonio per procura tra Martino I di Sicilia e Bianca di Navarra;
- 1502 – Il navigatore portoghese João da Nova scopre l'Isola di Sant'Elena;
- 1674 – Jan III Sobieski viene eletto dalla nobiltà re di Polonia;
- 1840 – William Hobson dichiara la sovranità inglese sulla Nuova Zelanda: l'Isola del Nord per ratifica del Trattato di Waitangi e l'Isola del Sud per scoperta da parte di James Cook;
- 1845 – In Inghilterra, Thomas Hancock brevetta la gomma vulcanizzata, migliorando il processo conosciuto da secoli dai Nativi americani;
- 1856 – La cittadina di Lawrence (Kansas), divenuta un centro di propaganda abolizionista, viene presa d'assalto da un gruppo di sostenitori dello schiavismo;
- 1879 – Guerra del Pacifico, battaglia navale di Iquique e Punta Gruesa: le navi cilene Esmeralda e Covadonga, che bloccavano il porto di Iquique, combattono contro i vascelli peruviani Huáscar e Independencia; la Huascar affondò la Esmeralda e la Covadonga costrinse la Independencia ad arenarsi; fra i vari morti si conta anche il capitano cileno Arturo Prat;
- 1904 – A Parigi viene fondata la FIFA;
- 1927 – Charles Lindbergh completa il primo volo transatlantico senza scalo in solitaria;
- 1932 – Amelia Earhart diventa la prima donna a completare la traversata dell'Oceano Atlantico con un volo senza scalo;
- 1937 – Africa Orientale Italiana: il generale Pietro Maletti al comando di truppe coloniali si rende responsabile del Massacro di Debra Libanos in Etiopia, dove troveranno la morte 449 tra monaci e diaconi;
- 1941 – Seconda guerra mondiale: si conclude la campagna di bombardamento della Luftwaffe sulle città britanniche;
- 1941 – Seconda guerra mondiale: a 1500 km dalla costa del Brasile, il mercantile SS Robin Moor diventa la prima nave statunitense a essere affondata da un U-Boot tedesco;
- 1956 – Nell'Oceano Pacifico, presso l'Atollo di Bikini, avviene la detonazione della bomba Shot Redwing-Cherokee: è la prima bomba all'idrogeno aviotrasportabile testata dagli Stati Uniti d'America;
- 1961 – John Patterson, governatore dell'Alabama, dichiara la legge marziale nel tentativo di ripristinare l'ordine a seguito dello scoppio di rivolte razziali;
- 1972 – La Pietà di Michelangelo viene danneggiata da László Tóth, geologo ungherese con problemi di disordine mentale;
- 1979 – Elton John tiene un concerto a Leningrado: è il primo musicista occidentale a ricevere il permesso di esibirsi in URSS[1];
- 1981 – Pierre Mauroy diventa primo ministro di Francia;
- 1991 – L'ex primo ministro indiano Rajiv Gandhi viene assassinato da un terrorista kamikaze imbottito di esplosivo nei pressi di Madras;
- 1994 – La Repubblica Democratica Popolare dello Yemen tenta la secessione dalla Repubblica dello Yemen;
- 1996 – Sul Lago Vittoria in Tanzania il battello a vapore MV Bukoba affonda, provocando mille morti;
- 1998 – Suharto si dimette dalla presidenza dell'Indonesia;
- 2000 – L'Arma dei Carabinieri viene elevata a rango di forza armata;
- 2003 – Un terremoto colpisce l'Algeria settentrionale e provoca oltre 2000 vittime;
- 2006 – In Montenegro si svolge un referendum che dichiara l'indipendenza dalla Serbia e Montenegro.

## Nati
Ci sono circa 1 130 voci su persone nate il 21 maggio; vedi la pagina Nati il 21 maggio per un elenco descrittivo o la categoria Nati il 21 maggio per un indice alfabetico.

## Morti
Ci sono circa 500 voci su persone morte il 21 maggio; vedi la pagina Morti il 21 maggio per un elenco descrittivo o la categoria Morti il 21 maggio per un indice alfabetico.

## Feste e ricorrenze

### Civili
Internazionali:
- Giornata mondiale per la diversità culturale per il dialogo e lo sviluppo[2]

### Religiose
Cristianesimo:
- Santi Cristóbal Magallanes Jara e 24 compagni, martiri messicani
- Santi Beinio, Fabio, Emanuele e Fermo, corpi santi
- San Costantino I, imperatore (Chiesa ortodossa)
- San Costantino di Murom, principe (Chiesa ortodossa)
- Sant'Eugène de Mazenod, vescovo e fondatore dei Missionari oblati di Maria Immacolata
- San Godric, eremita
- San Hemming di Åbo, vescovo
- Sant'Isberga (Gisella), badessa
- San Jesús Méndez Montoya, sacerdote e martire
- San Mancio, vescovo e martire
- Santi Martiri di Pentecoste ad Alessandria
- Santi Nicostrato e Antioco, martiri
- Sant'Ospizio (Ospicio), eremita
- San Paterno di Vannes, vescovo
- San Pietro Parenzo, podestà e martire
- San Polieuto (Polieutto), martire
- San Silao, vescovo e abate
- San Teobaldo di Vienne, vescovo
- San Timoteo diacono, martire
- Santi Vittorio di Cesarea e compagni, martiri
- Beato Adilio Da Ronch, chierichetto e martire
- Beato Emanuele Gomez Gonzalez, martire
- Beato Enrico VI d'Inghilterra, re e martire
- Beato Jean Mopinot, religioso e martire
- Beato Lucio del Rio, mercedario

Religione romana antica e moderna:
- Agonalia dedicati a Veiove